# Neue Kirche Maglarp

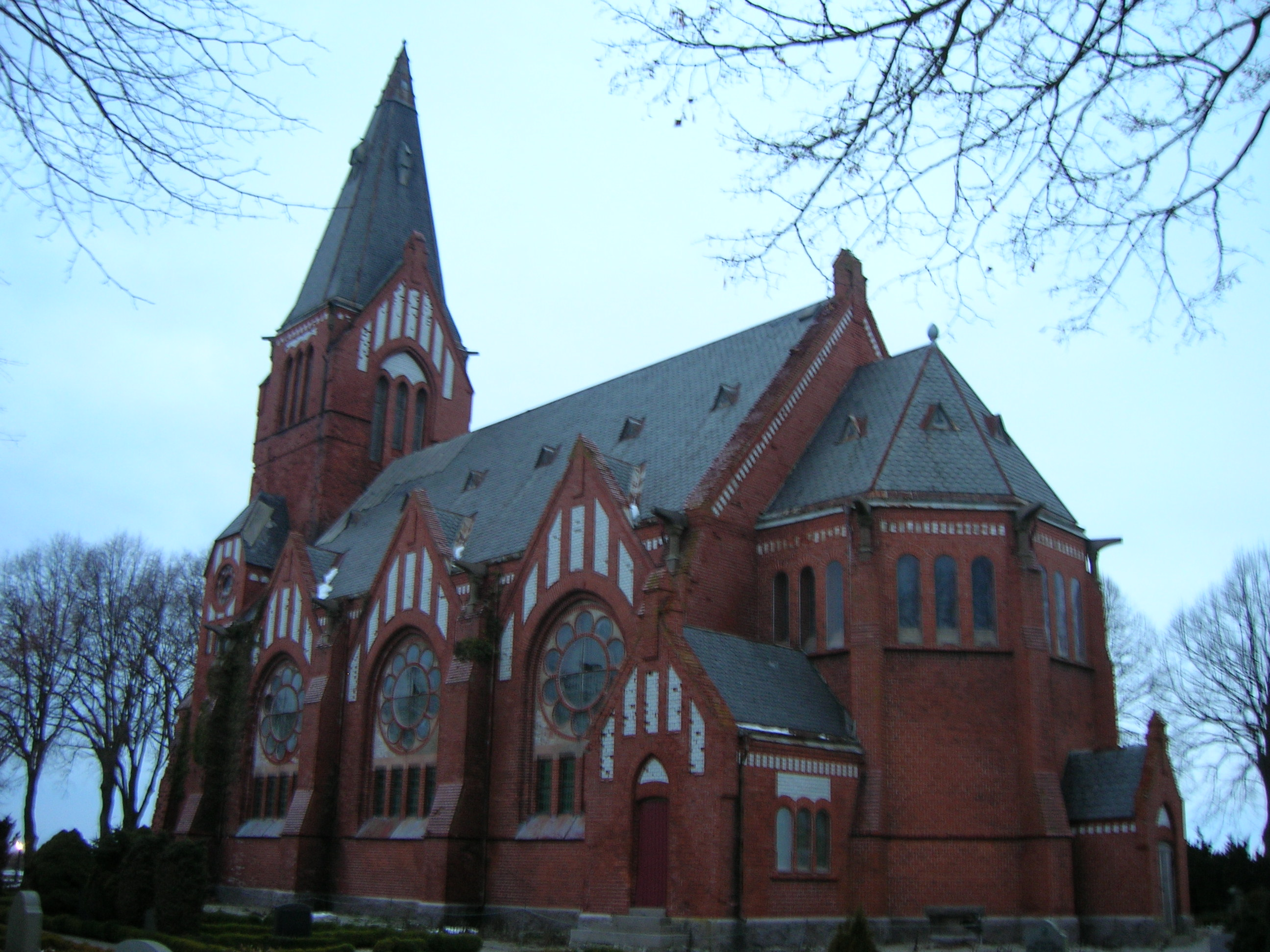
Die Kirche vor dem Abriss

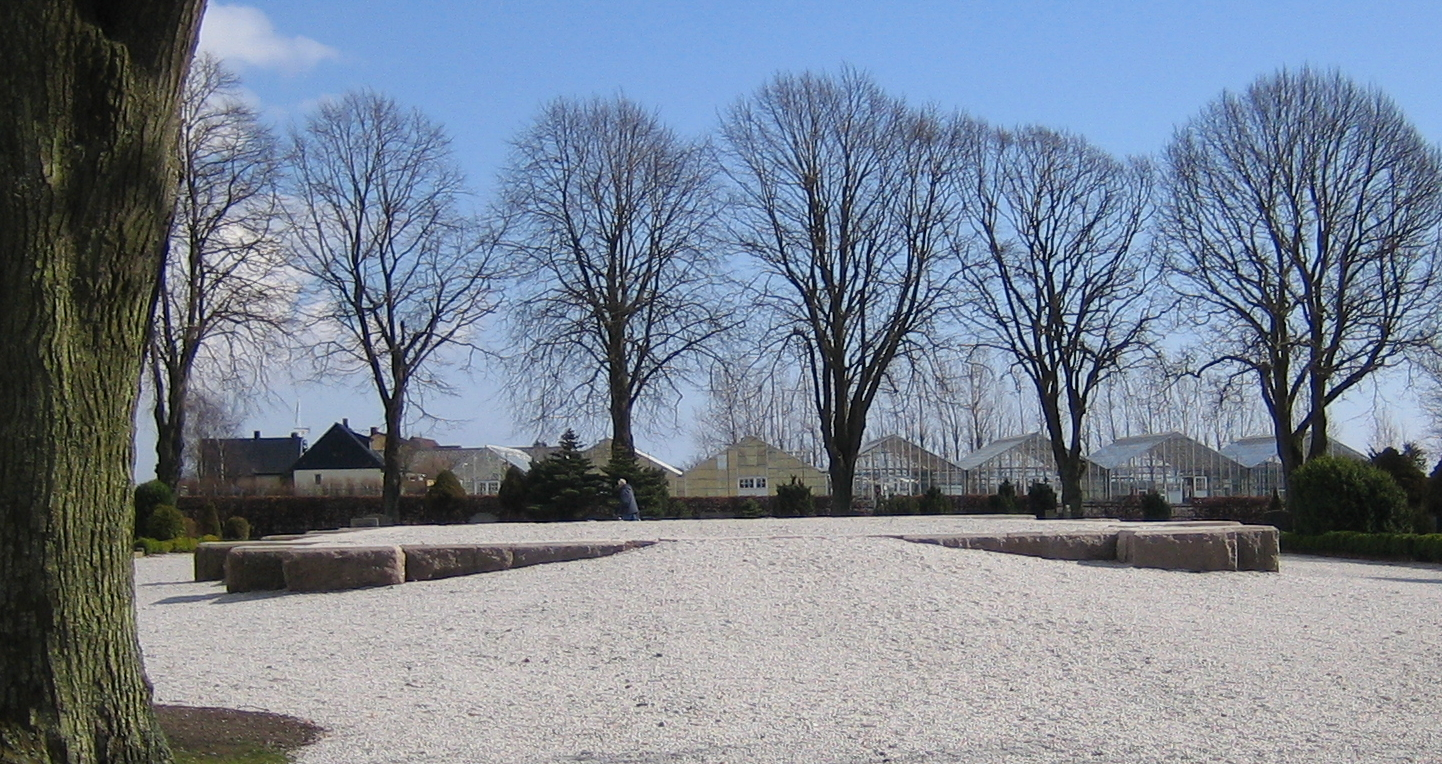
Zurückgebliebene Fundamente nach dem Abriss

Die Neue Kirche Maglarp (schwedisch: Maglarps nya kyrka) war eine 1907/1908 erbaute neugotische Kirche in der Kirchengemeinde Hammarlöv in der Gemeinde Trelleborg (Südschweden). Sie wurde am 17. Juli 1909 eingeweiht.
Die Neue Kirche Maglarp lag auf einer Anhöhe außerhalb der umliegenden Dörfer in unmittelbarer Nähe zur Ostsee. Diese Standortwahl beendete die jahrzehntelangen Überlegungen zu einem Neubau, der zuletzt schon als unnötig in Frage gestellt worden war. So wurde die neue Kirche von Maglarp die letzte in Schonen erbaute Kirche im neugotischen Stil. Allerdings kam es durch den ständigen salzhaltigen Wind bald zu Bauschäden.
1976 wurde die Kirche zum letzten Mal regulär benutzt. Danach fanden die Gottesdienste wieder in der zuvor renovierten alten Kirche von Maglarp statt, die aus dem Mittelalter stammt. Ab 1980 versuchte man eine Abrissgenehmigung für das Bauwerk zu bekommen, doch noch 1999 entschied sich die Provinzialregierung gegen einen Abriss. Die Kirchengemeinde Hammarlöv klagte hiergegen, unterlag aber in den beiden ersten Instanzen. Die oberste Instanz entschied schließlich im Sinne der Gemeinde. So wurde im Jahre 2005 der Abriss beschlossen und im September 2007 begonnen. Die Diskussion über den Abriss einer Kirche erlangte in ganz Schweden Beachtung.
Beim Abriss fand man eine Kupferkiste, die einen handgeschriebenen Brief eines Pfarrers aus dem Jahre 1907 sowie Münzen und eine Reihe Zeitungen enthielt. Der Brief machte unter anderem Angaben über die Baukosten der Kirche in Höhe von 71.000 Kronen, was einem heutigen Wert von 3,1 Mio. SEK entspricht.